# Robert Makara
Pour les articles homonymes, voir Makara (homonymie).
Robert Makara (russe: Роберт Эйнович Макара) est un skieur de combiné nordique soviétique né le 1er janvier 1905 à Nijni Novgorod dans l'Oblast de Nijni Novgorod.
Il participe aux Jeux olympiques d'hiver de 1968 de Grenoble et termine à la septième place lors de l'évènement combiné nordique.

## Référence
- (en) Cet article est partiellement ou en totalité issu de l’article de Wikipédia en anglais intitulé « Robert Makara » (voir la liste des auteurs).

1. ↑  Robert Makara